# Збіюв-Малий
Збіюв-Малий (пол. Zbijów Mały) — село в Польщі, у гміні Мірув Шидловецького повіту Мазовецького воєводства.
Населення — 301 особа (2011).
У 1975-1998 роках село належало до Радомського воєводства.

## Демографія
Демографічна структура станом на 31 березня 2011 року:
|          | Загалом | Допрацездатний вік | Працездатний вік | Постпрацездатний вік |
| -------- | ------- | ------------------ | ---------------- | -------------------- |
| Чоловіки | 156     | 39                 | 100              | 17                   |
| Жінки    | 145     | 32                 | 72               | 41                   |
| Разом    | 301     | 71                 | 172              | 58                   |